# Hoolock tianxing
Hoolock tianxing är en primat i familjen gibboner som förekommer i Sydostasien.
Populationen infogades en längre tid i Hoolock leuconedys och sedan 2017 godkänns den som art. Artepitet i det vetenskapliga namnet är sammansatt av de kinesiska orden tiān (himmel) och xing (rörelse). Det syftar på gibbonernas rörelsesätt i trädens kronor som det beskrevs i boken Förvandlingarnas bok samt på karaktären Luke Skywalker från Star Wars serien som uppskattas av zoologerna som beskrev arten.
Arten skiljer sig från Hoolock leuconedys i avvikande detaljer av kraniet samt i sina genetiska egenskaper. Ytterligare små differenser förekommer i utseendet av de vita märkena i ansiktet. Till exempel är hannarnas vita ögonbryn smala och båda könen saknar oftast vita hår nedanför ögonen. Honor skiljer sig från hannar genom sin gula päls (ibland med rött inslag) medan hannar har en brunaktig päls. Hannarnas skägg har samma färg som bröstet.
Hoolock tianxing bildar mindre flockar som består av en familj eller av endast honor. De är aktiva på dagen och uppsöker under skymningen ett gömställe uppe i träd. Arten sover sällan i trädet som utgör födokällan.
Denna primat förekommer i cirka 2500 meter höga bergstrakter i Kina och Myanmar vid floden Irrawaddy fram till floden Salween.
Hoolock tianxing listas inte än av Internationella naturvårdsunionen men forskarna som beskrev arten befarar att den behöver listas som starkt hotad.